# Ктесифон
Ктесифо́н (греч. Κτησιφῶν [Ktēsiphōn], пехл. 𐭲𐭩𐭮𐭯𐭥𐭭 Tyspwn, перс. تیسفون‎ [Тисфун], араб. قطيسفون‎ [Qaṭaysfūn], арм. Տիզբոն [Тизбон]) — один из крупнейших городов поздней античности, располагался примерно в 32 км от современного Багдада ниже по течению Тигра и занимал площадь 30 км². Во II—VII вв. Ктесифон служил столицей Парфянского царства, а затем — царства Сасанидов.
Ктесифон являлся главным городом столичной провинции Сасанидов, в которую также входили города Аспанбар, Вех-Антиок-е Хосров, Вех-Ардашир и Валашабад.

## Описание
Город Упи, расположенный в начале «царского канала» между Тигром и Евфратом, в XIV веке до н. э. был столицей одной из провинций Вавилонского царства. Навуходоносор II отсюда начал строительство стены, призванной отгородить его владения от мидян. В древнегреческих текстах название города передавалось как Опис (Ὦπις). В 539 г. до н. э. в битве под Описом персидский царь Кир сокрушил Нововавилонскую державу Набонида. При Александре Македонском в Описе бунтовали расквартированные там македонские войска. После распада державы Александра один из его генералов, Селевк Никатор, основал в 305 до н. э. на противоположном берегу Тигра древний македонский город Селевкия; вместе их часто называют общим именем Селевкия-Ктесифон.

## Парфия
В 144 до н. э. Митридат I Парфянский захватил Месопотамию и перенёс столицу Парфии в Экбатаны. Опис же стал зимней резиденцией Арсакидов. В начале II века Опис был переименован в Ктесифон. Он стал малой (региональной) столицей и одним из важнейших городов Парфии, что сделало его целью римских атак. В 116 году его взял Траян, но уже в 117 году Адриан был вынужден вернуть город Парфии. В 164 году полководец Авидий Кассий вновь захватил город, но оставил его по условиям мирного договора. Наконец, в 197 году Септимий Север разорил Ктесифон и продал как минимум 100 000 его жителей в рабство. В III веке Ктесифон становится главным центром Сиро-персидской церкви.

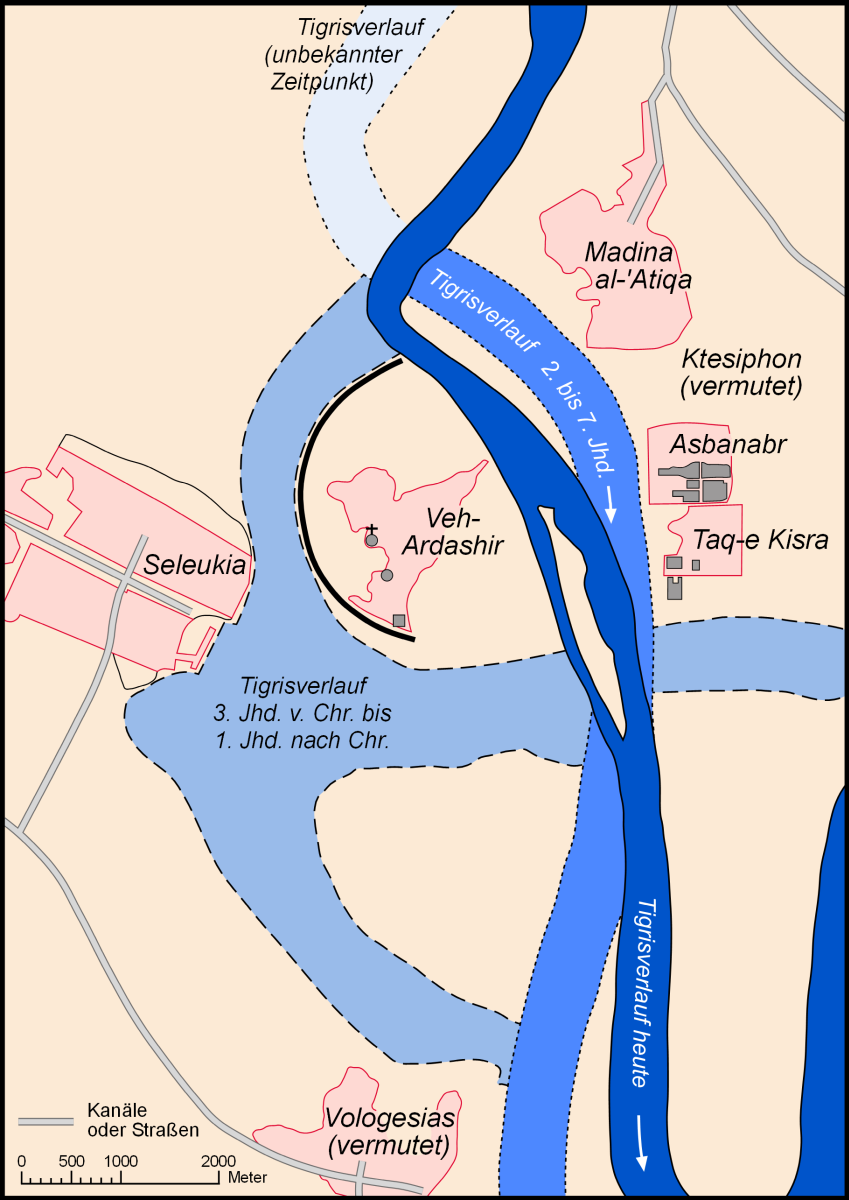
Археологическая карта Ктесифона

## Сасаниды
К 226 году Ктесифон стал столицей Сасанидской империи. Город был значительно расширен и процветал во время их правления и был известен по-арабски как аль-Мадаин, а по-арамейски как Махозе. Самые старые районы Ктесифона находились на его восточной стороне, которая в исламских арабских источниках называется «Старый город» (مدينة العتيقة Madīnah al-'Atīqah), где находилась резиденция Сасанидов, известная как Белый дворец (قصر الأبيض). Южная сторона Ктесифона была известна как Асбанбар или Аспанбар, который был известен своими выдающимися залами, богатствами, играми, конюшнями и банями. Таки-Кисра находилась в последнем.
Александр Север двинулся к Ктесифону в 233 году, но, как подтверждает Геродиан, его армии потерпели унизительное поражение от Ардашира I. В середине III века Ктесифон дважды пытался захватить правитель Пальмирского царства Оденат, получивший от императора Галлиена за свои победы над Сасанидами почётный титул «шахиншаха». В 283 году император Кар разграбил город. В 295 году римский император Галерий был разбит в районе Ктесифона, однако уже в следующем году вернулся с новой армией, взял город и в 298 году обменял его на Армению. В 363 у стен Ктесифона погиб император Юлиан. В 627 году византийский император Ираклий осадил город и отступил только после подписания персами мира на его условиях.
В конце VI и начале VII веков Ктесифон оспаривал у Константинополя и Чанъаня право считаться самым большим городом мира. В 637 году он был захвачен арабами. Хотя население от завоевания практически не пострадало, значение города быстро сошло на нет, особенно после основания Багдада в VIII веке, и он постепенно пришёл в упадок.

## Новейшая история
На руинах Ктесифона в ноябре 1915 года произошла битва между турецкой и британской армиями. Британцы, двигаясь к Багдаду, потерпели поражение, были отброшены более чем на 60 км назад, после чего попали в окружение и сдались в плен.

## Археологические раскопки
Экспедиция Немецкого восточного общества под руководством Оскара Рейтера проводила раскопки в Ктесифоне в 1928-29 годах, в основном в Каср бинт аль-Кади в западной части участка. Зимой 1931—1932 годов совместная экспедиция Немецких государственных музеев (Staatliche Museen zu Berlin) и Метрополитен-музея продолжила раскопки на участке, сосредоточившись на районах Маарид, Телль-Дехеб, Так-и-Кисра, Сельман-Пак и Умм-эз-Затир под руководством Эрнста Кюнеля.
В конце 1960-х и начале 1970-х годов итальянская группа из Туринского университета под руководством Антонио Инверницци и Джорджио Джуллини работала на участке по другую сторону Тигра, который они определили как Вех-Ардашир. Работа в основном была сосредоточена на реставрации дворца Хосрова II. В 2013 году иракское правительство заключило контракт на реставрацию Таки-Кисра как туристической достопримечательности.